# Annular Gift
Annular Gift ist ein Jazzalbum von Ken Vandermark & The Vandermark 5. Die am 14. und 15. März 2009 im Jazzclub Alchemia in Krakau entstandenen Aufnahmen erschienen 2009 auf Not Two Records.

## Hintergrund
Der Holzbläser, Komponist und Bandleader Ken Vandermark hat sein als Flaggschiff wirkendes Quintett The Vandermark 5 durch ein Jahrzehnt personeller Veränderungen geführt, schrieb Troy Collins. Die Besetzung auf diesem Album war seit drei Jahren aktiv und bereits auf zwei Studio-Platten dokumentiert: A Discontinuous Line (Atavistic, 2006) und Beat Reader (Atavistic, 2008). Annular Gift ist das erste Live-Album dieser Bandbesetzung mit Vandermark (der wieder zum Tenor zurückgekehrt ist), Dave Rempis (Altsaxophon, Tenorsaxophon), Fred Lonberg-Holm (Cello, Elektronik), Kent Kessler (Bass) und Tim Daisy am Schlagzeug.

## Titelliste
- The Vandermark 5: Annular Gift (Not Two Records – MW 825-2)[3]

1. Spiel (for Bertolt Brecht and Kurt Weill) 	20:27
2. Table, Skull and Bottles (for Bruno Johnson) 	10:45
3. Early Color (for Saul Leiter) 	11:42
4. Second Marker (for Ab Baars) 	9:31
5. Cement (For Michael Haberz) 	12:29
6. Cadmium Orange (for Francis Bacon) 	8:44

- Alle  Kompositionen stammen von Ken Vandermark.

## Rezeption
Nach Ansicht von Troy Collins, der das Album in All About Jazz rezensierte, sei der Sound des Ensembles trotz des rotierenden Kaders der Band bemerkenswert konstant geblieben. Das Quintett sei ein Kraftpaket, das sowohl zu heiterer Zartheit als auch zu uneingeschränkter Intensität fähig ist. Es habe eine Legion von Fans auf der ganzen Welt für seine kompromisslose Vision zeitgenössischer kreativer improvisierter Musik gewonnen. Seit 11 Jahren habe Vandermark eine phänomenale Arbeit geleistet, um diese Gruppe zusammenzuhalten, die nicht nur vital, sondern auch inspirierend sei. „Annular Gift beweist, dass ihr zweites Jahrzehnt ebenso vielversprechend zu sein scheint wie das erste.“ Mark Corroto, der das Album ebenfalls für All About Jazz besprach, kam zu einem ähnlichen Schluss: „Annular Gift ist vielleicht das schönste Werk dieses traditionsreichen Ensembles.“
Steve Greenlee schrieb im Boston Globe, The Vandermark 5 sei „zum Goldstandard des amerikanischen Punk-Jazz geworden, wenn man es so nennen kann. Ken Vandermark … spielt akustischen Jazz mit einer aggressiven Rockmusik-Haltung.“ Es sei eine mächtige Gruppe, die am besten live erlebt werden sollte. Die Killernummer der CD sei das tobende „Cement“, vielleicht die stärkste Melodie, die Vandermark bisher geschrieben habe.
Łukasz Iwasiński stellt im polnischen Jazz Forum in seiner Kritik fest, dass kaum jemand so wie Vandermark die Konzepte der Jazz-Avantgarde der 1960er Jahre in eine zeitgenössische Sprache übersetzen könne, auch rhythmisch und melodisch. Das beweise er noch einmal mit Annular Gift. Die Band arbeite „hier wie eine gut geölte Maschine – präzise, dynamisch, motorisch, und die rauen Teile des Cellos von Fred Lonberg-Holm, der sich in der Gruppe akklimatisiert hat, verleihen der Musik einen Kick. Starke, kommunikative, gut strukturierte Themen sowie sehr zuverlässige Improvisationen, die zwischen gedämpftem Verfall und leidenschaftlichen, dichten Klangströmen oszillieren, bereiten immer noch viel Freude.“ Trotz dieser charismatischen, ausdrucksstarken Band sei es jedoch schwierig, hier etwas Neues zu finden, das man aus den Produktionen der Band nicht sehr gut kenne. Insofern könne auch das Gefühl eines Deja-vu aufkommen.